# サンピート郡 (ユタ州)
サンピート郡（英: Sanpete County）は、アメリカ合衆国ユタ州の中部に位置する郡である。2010年国勢調査での人口は27,822人であり、2000年の22,763人から22%増加した。郡庁所在地はマンタイ市（人口3,276人）であり、同郡で人口最大の都市はエフライム市（人口6,135人）である。1852年に設立され、郡名はユト族インディアンの酋長サンピッチに因んで名付けられた。

## 歴史
1849年6月14日、ユト族酋長ワルカラとソウィートがソルトレイク・バレーに行って、モルモン教指導者ブリガム・ヤングに、南約125マイル (200 km) のサンピッチのバレーにモルモン教徒を入植させてくれるよう求めた。ヤングはその要請に応えることと、急速に成長しているソルトレイクの人口を収容する新しい開拓地を見つける必要性があったので、その年8月にその地域を探検する集団を送った。そこは開拓に適していることが分かり、アイザック・モーリーに50組ほどの家族を連れて南に移動し、「サンピート」に入植することを要求した。
開拓者達は1849年11月19日にサンピッチ・バレーに到着した。総勢224人の男女と子供達であり、アイザック・モーリー、チャールズ・シャムウェイおよびセス・タフトが指導していた。そこで幾らか議論が行われた後、現在のマンタイ市の位置にこのバレーでは最初の開拓地が設立された。
19世紀が経過する中で、スカンディナヴィア諸国から多くの開拓者が入植し、その経過は『サンピッチのサーガ』に収められている。

## 地理
アメリカ合衆国国勢調査局に拠れば、郡域全面積は1,603平方マイル (4,150 km2)であり、このうち陸地は1,588平方マイル (4,110 km2)、水域は15平方マイル (39 km2)で水域率は0.91％である。
サンピート郡の東側はワサッチ高原（マンタイ山脈と呼ばれたことがあった）に仕切られている。ワサッチ高原は標高約11,000フィート (3,300 m) にもなる。その大半はマンタイ・ラ・サル国立の森のマンタイ地区で覆われている。この山脈の西側斜面から流れ落ちる水が郡内の都市部や農業地帯に供給されている。郡中央部はサンピート・バレー（サンピッチ・バレーと呼ばれたこともあった）であり、そこに郡内の町の大半がある。このバレーの西端は低く乾燥したサンピッチ山脈であり、郡の西境界にもなっている。郡内を南北に流れるサンピッチ川郡南西部でセビア川に合流している。セビア川バレーのこの辺りは、ガニソン・バレーと呼ばれている。

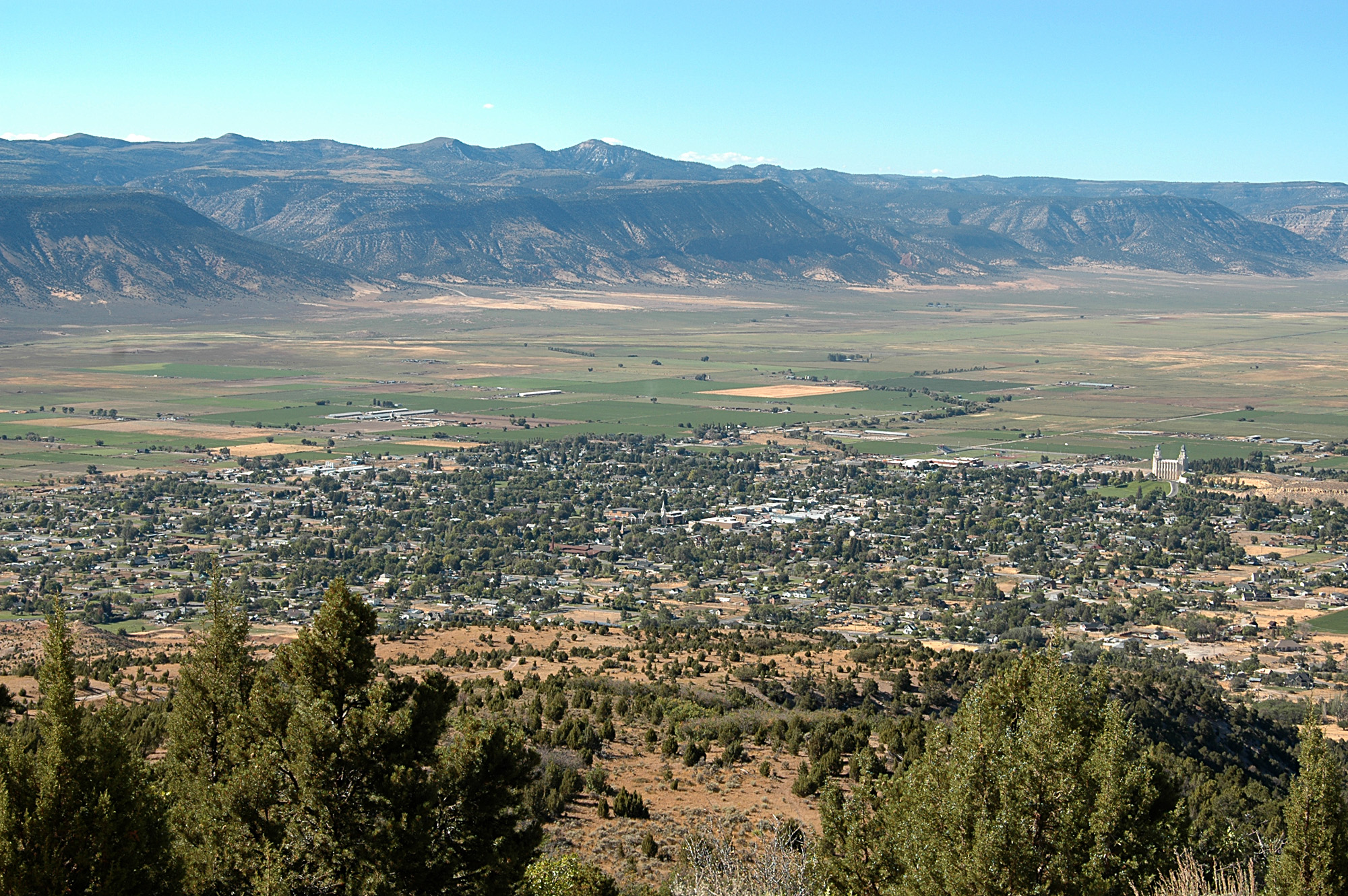
サンピート・バレーにあるマンタイ市、遠景はサンピッチ山脈

### 隣接する郡
- ユタ郡 - 北
- カーボン郡 - 北東
- エメリー郡 - 東
- セビア郡 - 南
- ミラード郡 - 南西
- ジューアブ郡 - 北西

### 国立保護地域
- フィッシュレイク国立の森（部分）
- マンタイ国立の森（部分）
- ユインタ国立の森（部分）

## 産業と経済
サンピート郡はユタ州の中でも典型的な農業地帯であり、小さな農業町が点在している。農業、家畜の飼育、小事業、公務員およびスノー・カレッジが郡経済の屋台骨である。
重要な産業として七面鳥の飼育があり、モロニ・フィード社は七面鳥の飼育と食品加工を行う会社である。同社は販売会社ノーベストの部分所有者である。モロニの町内とその近くの七面鳥の加工工場、孵化場、飼育工場、プロパン倉庫および販売所など郡内で幾つかの施設を運営している。州内全体の雇用数は600人を超えており、本社はモロニ近くにある。モロニや郡北部の町には数多い七面鳥の小屋が点在している。
アルファルファなど家畜用飼料の生産も郡の農業経済では占める比率が高い。

## 人口動態
以下は2000年国勢調査による人口統計データである。
| 基礎データ - 人口: 22,763人 - 世帯数: 6,547 世帯 - 家族数: 5,067 家族 - 人口密度: 6人/km2（14人/mi2） - 住居数: 7,879軒 - 住居密度: 2軒/km2（5軒/mi2） 人種別人口構成 - 白人: 92.43% - アフリカン・アメリカン: 0.31% - ネイティブ・アメリカン: 0.87% - アジア人: 0.48% - 太平洋諸島系: 4.06% - その他の人種: 0.74% - 混血: 1.49% - ヒスパニック・ラテン系: 6.63% 年齢別人口構成 - 18歳未満: 33.2% - 18-24歳: 16.4% - 25-44歳: 21.8% - 45-64歳: 17.8% - 65歳以上: 10.8% - 年齢の中央値: 25歳 - 性比（女性100人あたり男性の人口） - 総人口: 102.4 - 18歳以上: 100.9 | 世帯と家族（対世帯数） - 18歳未満の子供がいる: 43.4% - 結婚・同居している夫婦: 67.0% - 未婚・離婚・死別女性が世帯主: 7.2% - 非家族世帯: 22.6% - 単身世帯: 17.8% - 65歳以上の老人1人暮らし: 10.1% - 平均構成人数 - 世帯: 3.27人 - 家族: 3.68人 収入と家計 - 収入の中央値 - 世帯: 33,042米ドル - 家族: 37,796米ドル - 性別 - 男性: 30,527米ドル - 女性: 19,974米ドル - 人口1人あたり収入: 12,442米ドル - 貧困線以下 - 対人口: 15.9% - 対家族数: 10.4% - 18歳未満: 13.9% - 65歳以上: 9.6% |

## 都市と町

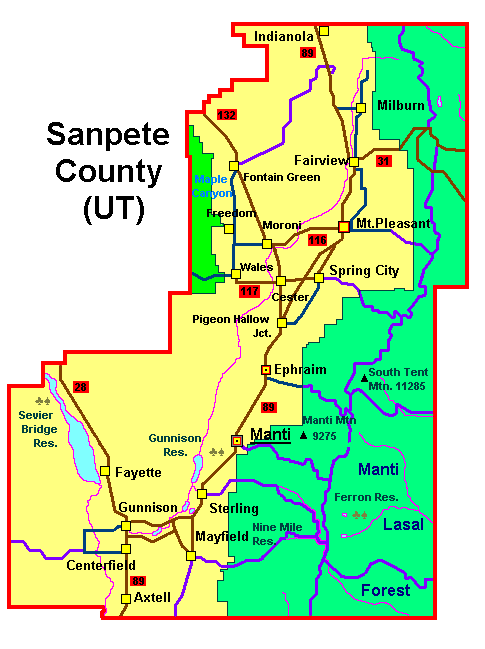
郡の地図

### 都市
- エフライム
- マンタイ - 郡庁所在地
- センターフィールド
- フェアビュー
- ファウンテングリーン
- ガニソン
- モロニ
- マウントプレザント
- スプリングシティ

### 町
- ファイエット
- メイフィールド
- スターリング
- ウェイルズ

### 未編入の町
- アクステル
- チェスター
- フリーダム
- インディアノラ
- ミルバーン